# Los Angeles (řeka)
Řeka Los Angeles (Los Angeles River, také známa jako L.A. River) je největší řeka v kraji Los Angeles v Kalifornii. Pramení v pohořích Simi Hills a Santa Susana Mountains. Délka jejího toku je 77 kilometrů. Protéká údolim San Fernando Valley, Downtown Los Angeles a přes Gateway Cities až do Long Beach, kde ústí do Tichého oceánu. V současné době je řeka regulována po celé délce toku – teče vybetonovým korytem, které bylo postaveno na počátku 20. století po řadě ničivých povodní.
Před tím, než byl vybudován losangeleský akvadukt, byla L.A. řeka primárním zdrojem pitné vody pro Los Angeles. Losangeleská oblast stále získává část vody z řeky a dalších místních zdrojů, ale většina vody dnes pochází z okolních akvaduktů. Řeka trpí znečištěním způsobeným odplaveninami ze zemědělské půdy a z městské aglomerace.
Řeku primárně napájí dešťová voda a voda ze sněhové pokrývky a dále pak voda z čistírny odpadních vod ve Van Nuys. L.A. řeka je jedna z mála řek v jižní Kalifornii, které mají řečiště v nízké nadmořské výšce a přitom v létě nevysychají. Nějaké množství vody, byť minimální, k moři vždy doteče. 

## Tok řeky
Za začátek řeky Los Angeles se považuje soutok dvou zregulovaných potoků - Bell Creek a Arroyo Calabasas v losangeleské čtvrti Canoga Park. Vlévá se do Tichého oceánu v přístavu Long Beach.
V řece žije mnoho různých druhů ryb například kapr, tilapie, sumeček černý, sumeček americký,sumec, střevle, raci a další druhy. Regulaci řeky v roce 1938 nepřežily žádné původní živočišné druhy. Mezi původní druhy ryb patřili například pstruh duhový a losos chinook.
U řeky Los Angeles žije také velké množství různých druhů ptáků, patří mezi ně různé druhy volavek, americká lyska, pižmová kachna, bílý pelikán, kanadská husa, mořský orel, kolibřík, sova, a další druhy. 

## V populární kultuře
Mnoho míst podél řeky Los Angeles figurovalo v četných filmech, televizních programech, hudebních videích a videohrách. Protože po většinu roku má řeka nízký stav a koryto je místy vyschlé, je často používané pro závody, automobilové honičky, a další scény vyžadující otevřené, opuštěné městské prostředí.
Snad nejznámější takovou scénou je sekvence z filmu Terminátor 2: Soudný den 1991.

## Galerie

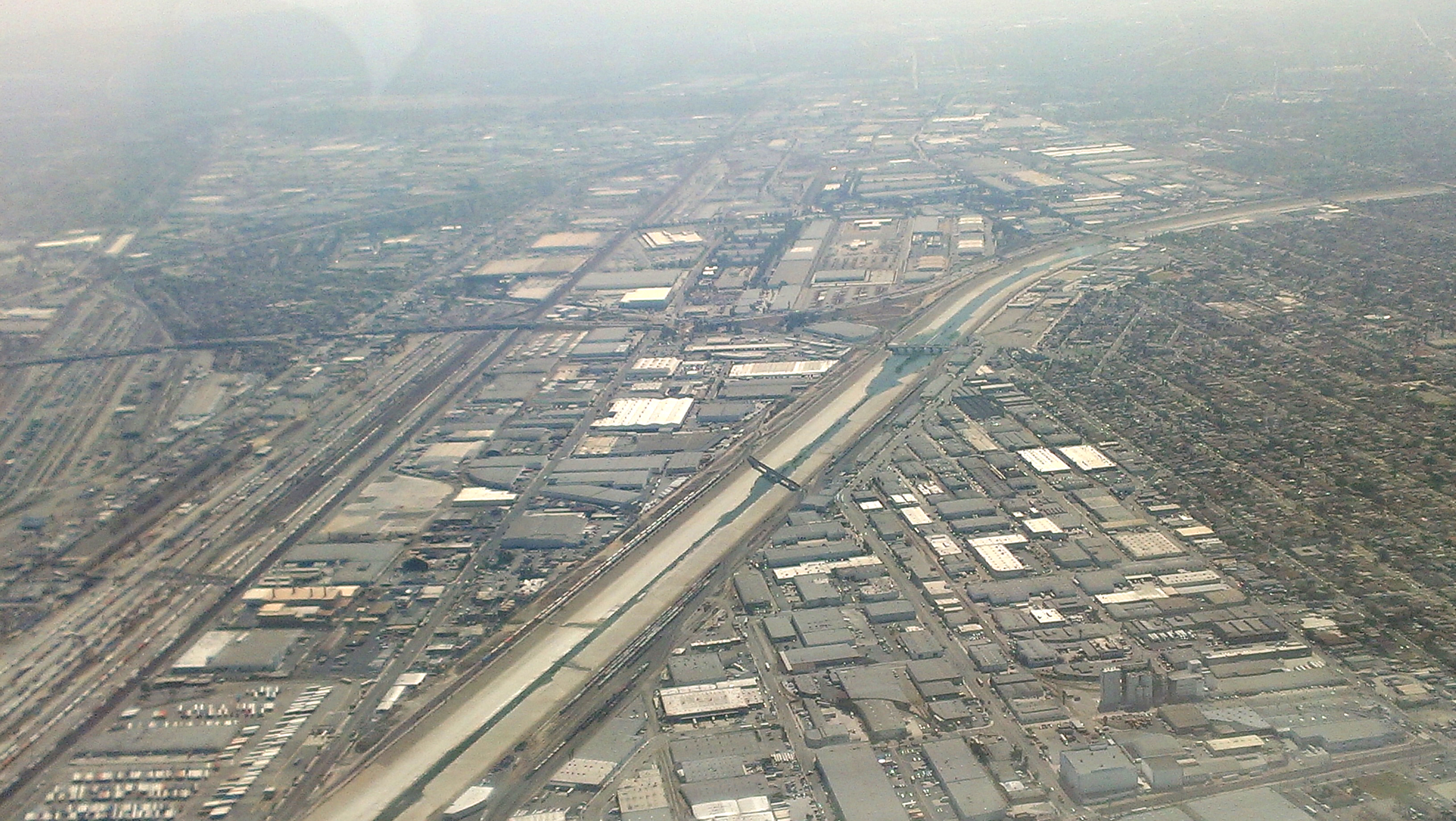
Řeka nedaleko centra L.A. během sucha v r. 2014
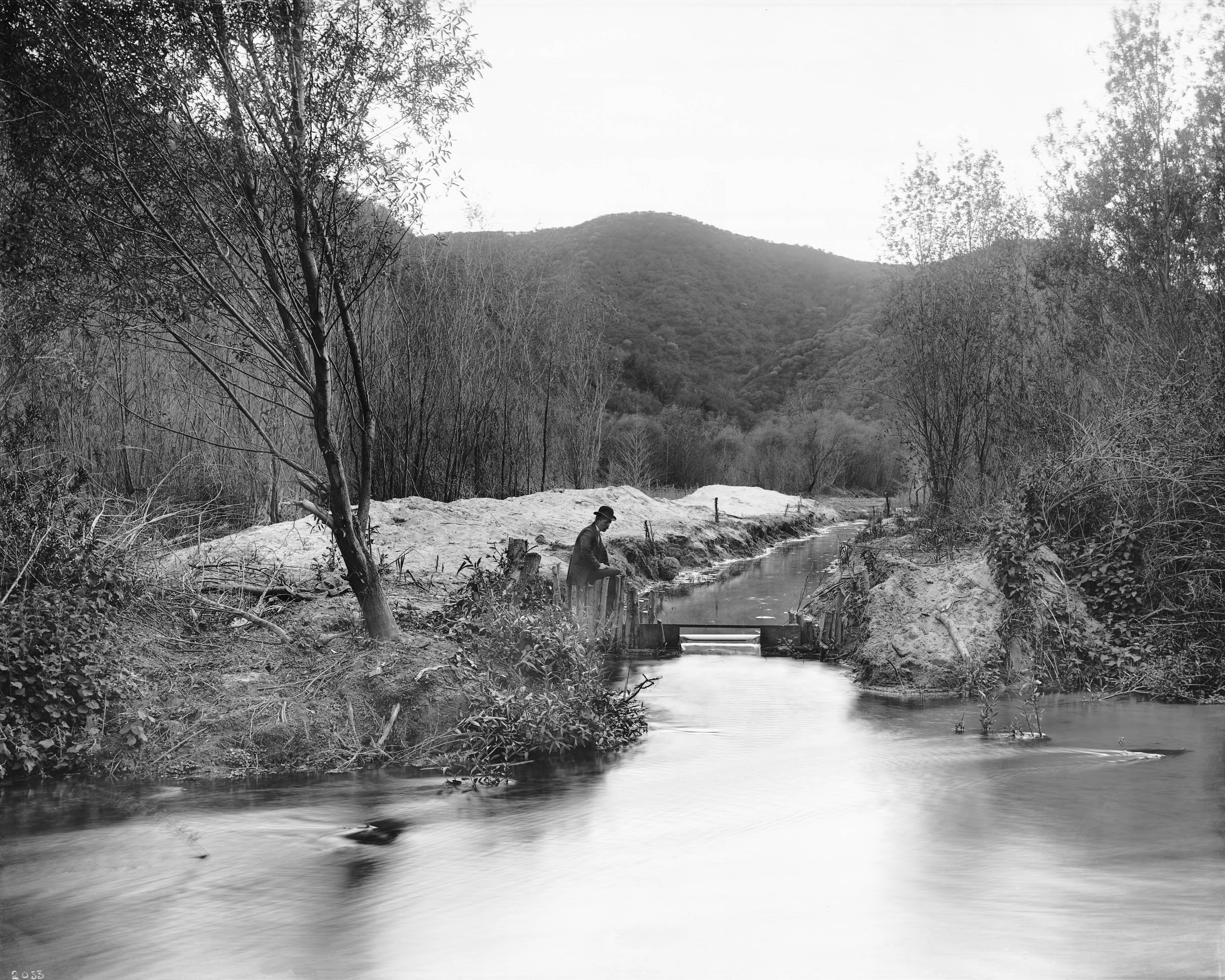
Los Angeles River v Griffith Parku, r.1898–1910
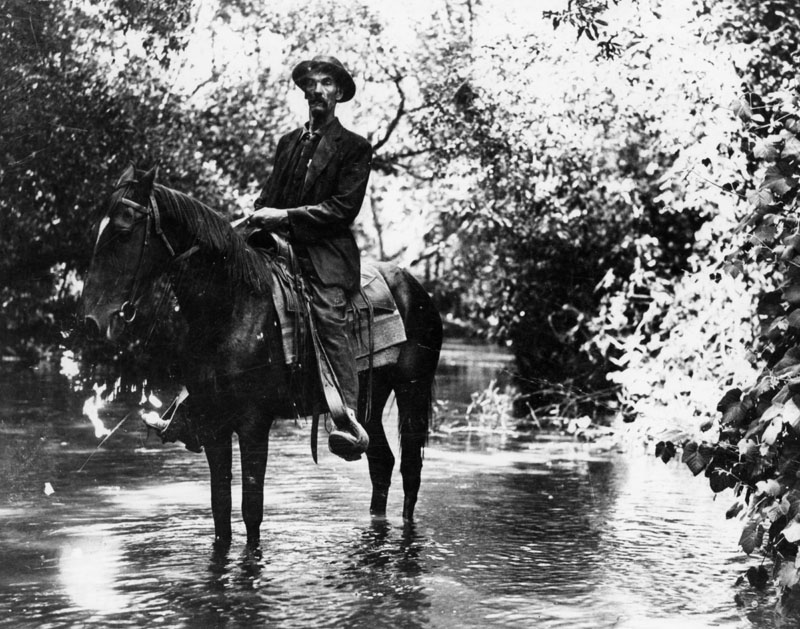
Policista Ed Hunt, Griffith Park, r.1911
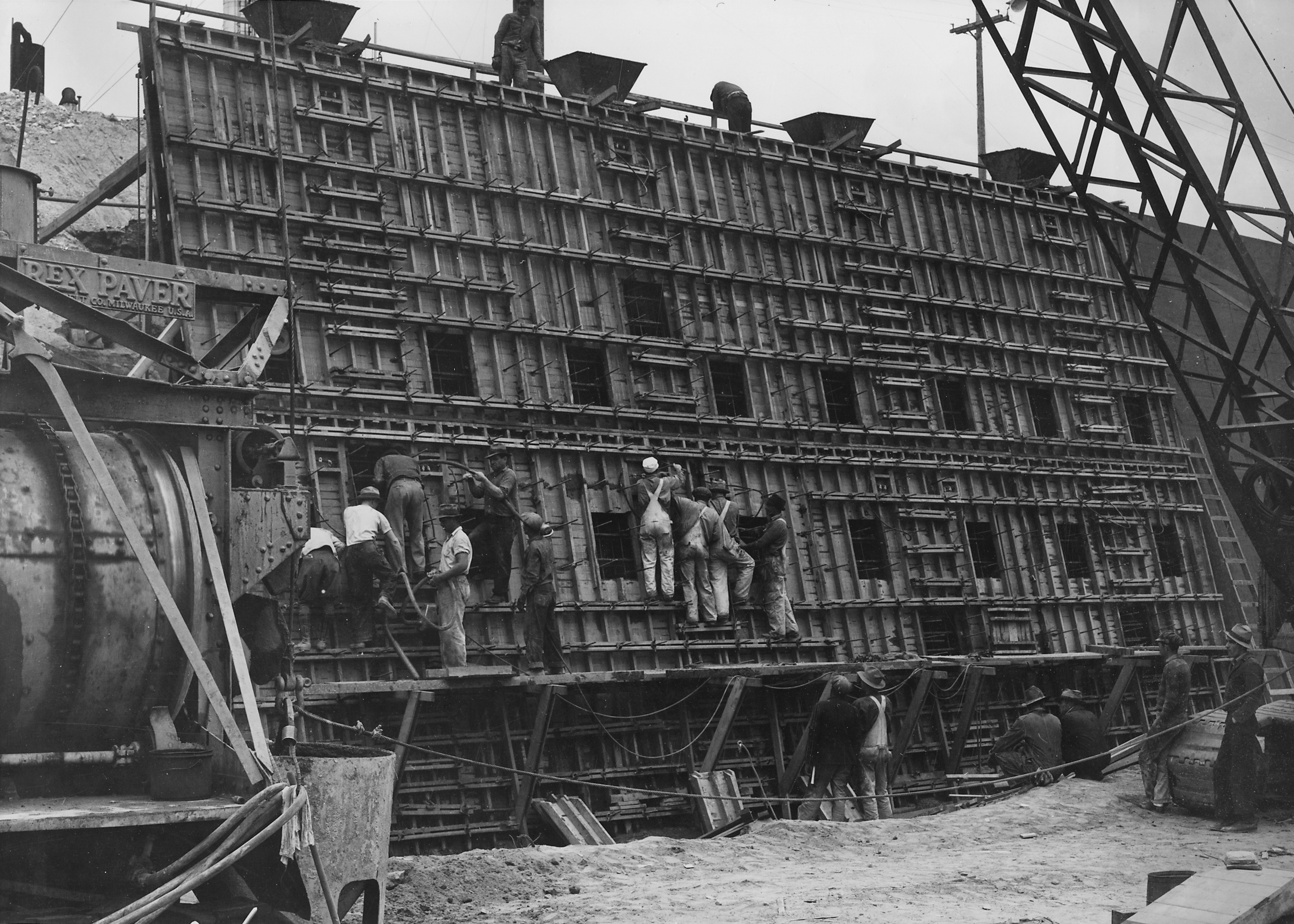
Umístění betonu do části protiskluzové stěny kanálu, r. 1938.
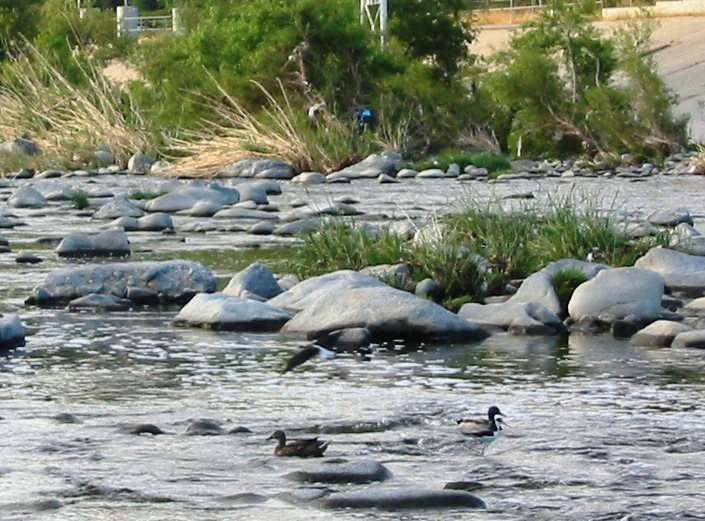
Divoké kachny na řece
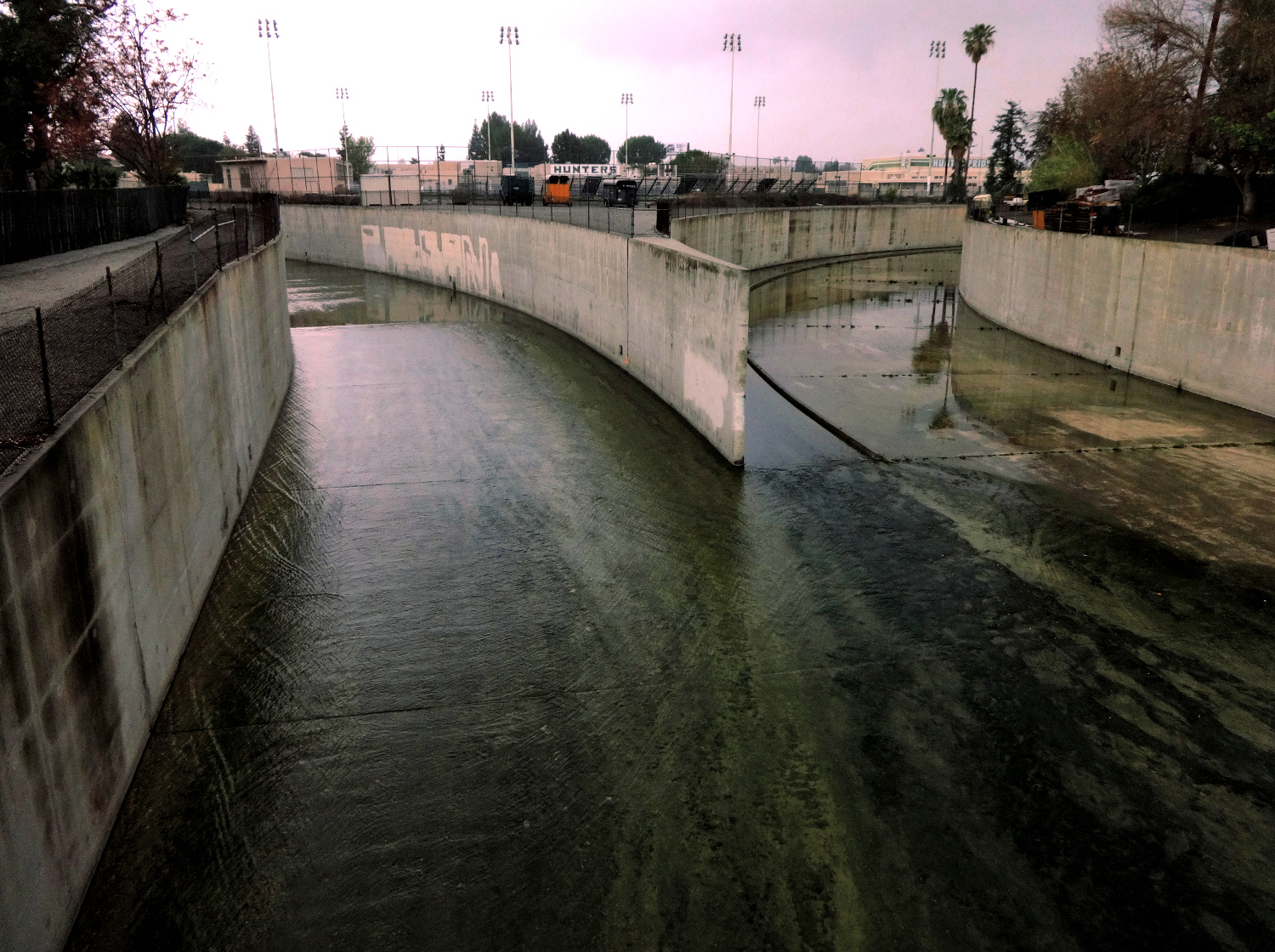
Soutok Arroyo Calabasas (vlevo) a Bell Creek (vpravo)
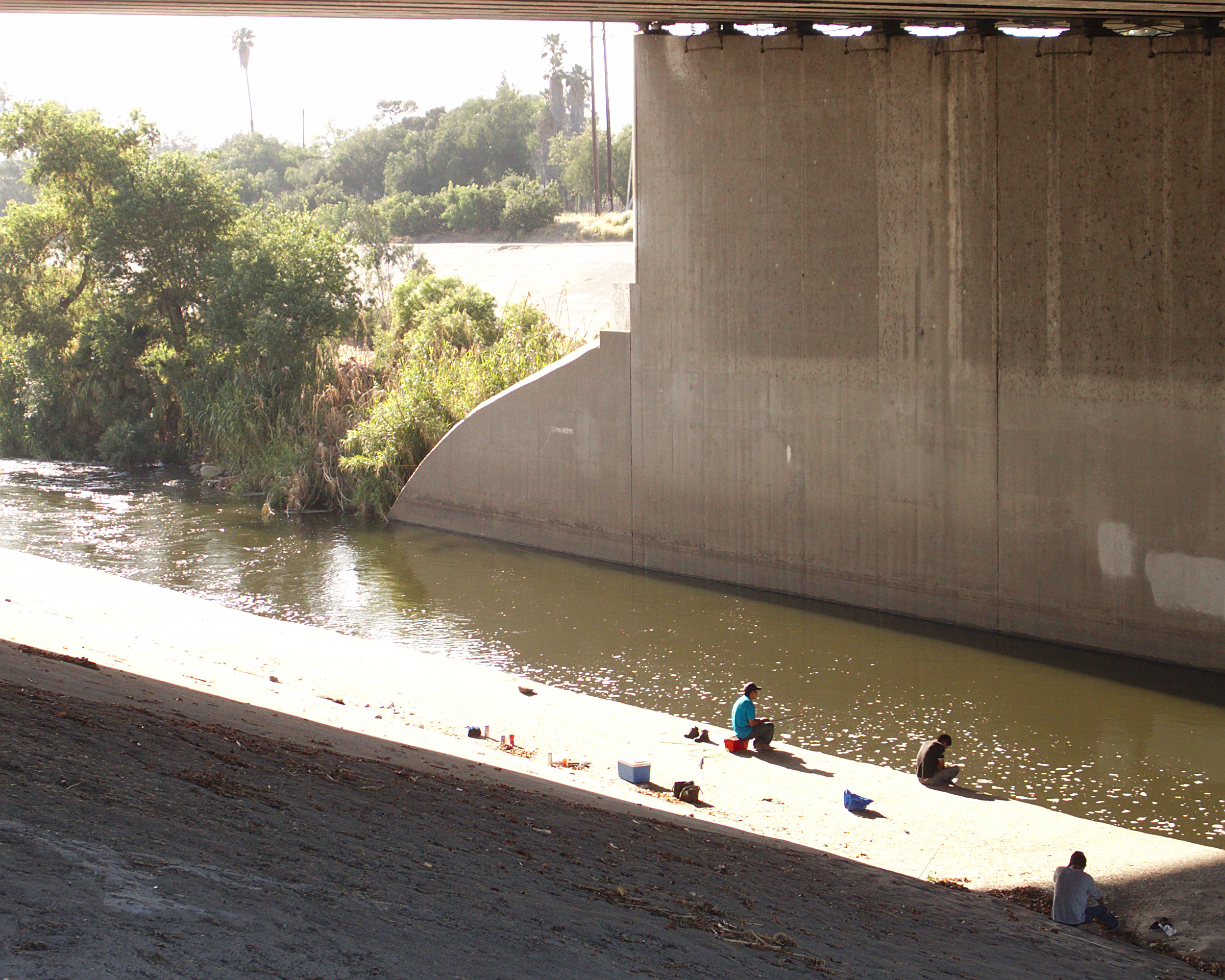
Lidé lovící ryby v rekreační zóně řeky
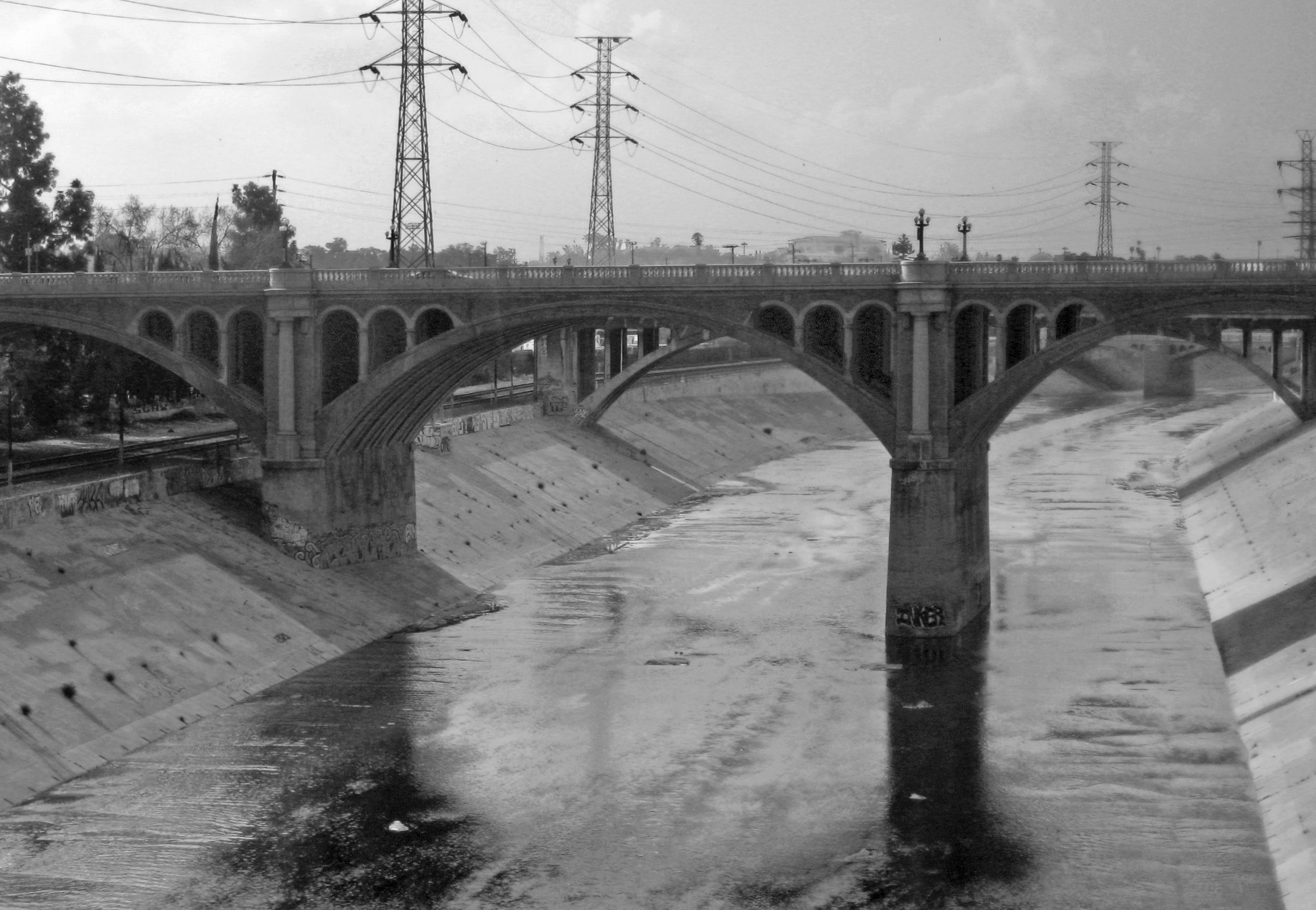
Jarní vody v roce 2008 – Buena Vista viadukt